# سیلویان ریچارد
سیلویان ریچارد (انگلیسی: 20syl؛ زادهٔ ۱۷ فوریه ۱۹۷۹) موسیقی‌دان اهل فرانسه است. وی از سال ۱۹۹۵ میلادی تاکنون مشغول فعالیت بوده‌است.